# Se anuncia un asesinato
Se anuncia un asesinato es una de las novelas de misterio más conocidas de la escritora inglesa Agatha Christie.
La investigación de un asesinato está a cargo de Miss Marple.

## Argumento
La acción se desarrolla en Chipping Cleghorn y comienza cuando el repartidor de periódicos Johnnie Butt hace su ronda diaria. Después de una breve introducción, la historia continúa con la Sra. Swettenham leyendo "La Gaceta" del pueblo, en la que se anuncia un asesinato que se cometerá el viernes 29 de octubre en Little Paddocks, a las 6 y media de la tarde.
La trama va girando en torno al anuncio del crimen, y los personajes ven comprometidas sus existencias ordinarias inevitablemente, dando lugar a un cálido caleidoscopio de situaciones por momentos extravagantes, en el que no están ausentes las intrigas y los cotilleos propios de un pueblo pequeño.
La secuencia de acontecimientos, lleva al lector a través de valles y montañas de la región de Chipping Cleghorn, generando un interés sostenido durante todo el camino.
- Datos: Q745079
- Multimedia: A Murder Is Announced / Q745079